# Jean-Baptiste De Boeck
Jean-Baptiste De Boeck (né à Anvers le 7 août 1826 et mort à Lokeren le 16 avril 1902), est un sculpteur belge. Lauréat en 1851 du Prix de Rome belge en sculpture, il se spécialise dans les représentations religieuses.

## Biographie

### Famille
Jean-Baptiste De Boeck, né à Anvers le 7 août 1826, est le fils de Michael De Boeck, forgeron, et de Maria Elisabeth Kreijwinkel. Il épouse Maria Christina Dams et après son veuvage, il se remarie avec Philomena Kums en 1861.

### Formation
Jean-Baptiste De Boeck étudie à l'Académie royale des beaux-arts d'Anvers. En mai 1846, l'Académie d'Anvers lui décerne un premier prix d'anatomie pittoresque et un premier prix de modelage d'après nature. En 1851, il remporte le Prix de Rome belge de sculpture grâce à un bas-relief intitulé La Mort de Socrate. Il est le premier lauréat qui, en raison d'un changement de réglementation, doit passer un examen théorique avant de pouvoir voyager. L'examen vérifiait les connaissances du français, de la littérature générale, de l'histoire et de l'anthropologie. Le jury juge que ses connaissances en français et en littérature générale sont insuffisantes et lui octroie une bourse pour poursuivre ses études dans le domaine linguistique. À l'issue du second examen, un an plus tard, le jury décide que même si sa connaissance du français est encore insuffisante, il est toutefois autorisé à partir, à condition qu'il commence son voyage par un séjour de six mois à Paris. Il voyage avec son ami le sculpteur Jean-Baptiste Van Wint et demeurent ensemble à Rome, Via Leonina no 15, de 1853 à 1856, avant de se rendre à Florence durant trois mois au printemps 1856.

### Carrière
Après son retour en Belgique en compagnie de Jean-Baptiste Van Wint, le 21 janvier 1857, il se spécialise dans la sculpture religieuse néo-gothique. Avec Jean-Baptiste Van Wint, il ouvre un atelier dans la Provinciestraat à Anvers. Les deux sculpteurs réalisent des œuvres pour de nombreuses églises, dont la cathédrale Notre-Dame d'Anvers, où ils réalisent plusieurs éléments de l'autel et des stalles. Leurs statues de style roman ou gothique sont exécutées avec aisance,.
Jean-Baptiste De Boeck meurt, à l'âge de 75 ans, le 16 avril 1902 à Lokeren.

## Œuvres
Sélection :
- La Mort de Socrate, prix de Rome en 1851 ;
- David triomphant de Goliath, envoi de Rome, 1855 ;
- Génie de la paix pleurant ses pertes, envoi de Rome, 1855 ;
- Saint Thomas l'apôtre, 1861, en collaboration avec Jean-Baptiste Van Wint, église Saint-Jacques d'Anvers ;
- Chemin de croix, 1863, en collaboration avec Jean-Baptiste Van Wint, église Notre-Dame-au-delà-de-la-Dyle de Malines ;
- Bienheureux Ludovicus Flores, 1868, en collaboration avec Jean-Baptiste Van Wint, cathédrale Notre-Dame d'Anvers ;
- Saint Roch de Montpellier, 1870, en collaboration avec Jean-Baptiste Van Wint, cathédrale Notre-Dame d'Anvers ;
- Saint Norbert, 1872, en collaboration avec Jean-Baptiste Van Wint, cathédrale Notre-Dame d'Anvers ;
- Joseph et l'enfant, 1888, en collaboration avec Jean-Baptiste Van Wint, église Saint-Alphonse de Heist-op-den-Berg ;
- Notre-Dame à l'enfant, 1889, église Saint-Amand de Strombeek-Bever.